# Tiña inguinal
La tiña inguinal o tinea cruris es una infección superficial de la piel que afecta la zona inguinal, incluyendo los genitales, región púbica y región perianal. Afecta principalmente a hombres y predomina en climas cálidos y húmedos. Es causado por hongos dermatofitos Trichophyton rubrum y en ocasiones por Candida albicans, Trichophyton mentagrophytes y Epidermophyton floccosum.

## Causas
Infección con hongos llamado dermatofitos. Los gérmenes tienden a crecer en la oscuridad, calor y
humedad del área de la ingle en el cuerpo. Así como por rozamiento o maceración de la piel.

## Riesgos de infección
- Clima caliente y húmedo.
- Transpiración excesiva.
- Ropa ajustada.
- Obesidad, lo que fomenta la transpiración.
- Fricción de piel contra piel por el movimiento constante.
- Contacto con superficies infectadas, tales como toallas o bancos.
- Sistema inmunitario débil debido a enfermedades o medicamentos.
- Diabetes.
- Otras infecciones con hongos tal como pie de atleta (tinea pedis).
- Reutilizar ropa interior o usar ropa interior inadecuada para realizar actividad física (trajes de baño de materiales que absorben humedad, algodón debajo de pantalonetas de ciclismo)

## Medidas preventivas
- Séquese completamente después de bañarse. Use una toalla limpia.
- No se quede mucho tiempo con un traje de baño mojado.
- Use ropa interior suelta y de algodón.
- Use suspensorios atléticos limpios y secos y ropa interior adecuada para cada entrenamiento.

## Epidemiología
Es muy frecuente en áreas urbanas, entre deportistas, militares, nadadores y jinetes. Con frecuencia se descubre en los afectados un área de diferente localización que sirve como reservorio del hongo, siendo la más frecuente la tinea pedis. Es la segunda presentación clínica más común de dermatofitosis.

## Cuadro clínico
Estas tineas tienden a ser infecciones pruriginosas y dolorosa si llegase a infectarse secundariamente con bacterias. Es característico ver lesiones eritematosas con múltiples pápulas y vesículas.

## Diagnóstico
La combinación de la historia médica, el examen físico y el diagnóstico de laboratorio son críticos para el correcto diagnóstico. El examen directo con KOH al 30% y el cultivo micológico (agar de Sabouraud) confirmará la dermatofitosis correcta, de existir una. 

## Tratamiento
Es una infección de fácil resolución si se recupera la higiene de la zona afectada (limpia y seca). El uso de toallas secas y limpias, ropa interior suelta y el tratamiento con antimicóticos, tanto en el área afectada como en zonas donde pudiese tener un reservorio del hongo causante.